# Зелената стрела
Зелената стрела (на английски: Green Arrow) е измислен персонаж, супергерой в комиксовите списания на DC Comics. Негови създатели са Морт Уайсингър и Джордж Пап. Първата поява на героя е в комикса More Fun Comics #73 през 1941 година. Тайната му самоличност е Оливър Куйн – милионер и бивш кмет на въображаемия град Стар Сити. Преоблечен като Робин Худ, Зелената стрела изстрелва от лъка си специални стрели с различни функции – залепващи, прихващащи, самовзривяващи, противопожарни, заслепяващи, сълзотворни, замразяващи, боксиращи и дори стрели с криптонит.
През първите 25 години от съществуването си Зелената стрела не е значим персонаж. Към края на 60-те години писателят Денис О'Нийл решава да даде шанс на героя, като му определя роля на странстващ защитник на работническата класа и онеправданите. През 1970-те Зелената стрела е прикрепен към по-легалния герой Зеления фенер в поредица новаторски комикси на социална тематика. През 1990-те години персонажът е убит и мястото му заето от нов герой – неговия син. Втората Зелена стрела се оказва не толкова успешен персонаж и оригиналният е възкресен през 2001 г. в комиксовата поредица Quiver.